# Nososticta erythroprocta
Nososticta erythroprocta – gatunek ważki z rodziny pióronogowatych (Platycnemididae).